# Georg Wilhelm von Kirsch
Georg Wilhelm Kirsch (från 1792 von Kirsch), född den 6 september 1752 i Hof i Franken, död den 24 januari 1829 på sitt gods Slaikow nära Lauenburg in Pommern, var en tysk orientalist.
Kirsch var 1779–1798 gymnasierektor i Hof, där han på egen bekostnad anlade ett tryckeri med syriska typer, och levde sedan som privatman. Från sitt tryckeri utgav han Pentateuchus syriace (1787) och en på sin tid mycket använd Chrestomathia syriaca cum lexico (1789, 2:a upplagan utgiven av Bernstein 1832–1836). Dessutom var han medarbetare i Bruns edition av Barhebräus Chronicon syriacum (1789). 